# Barbara Degen

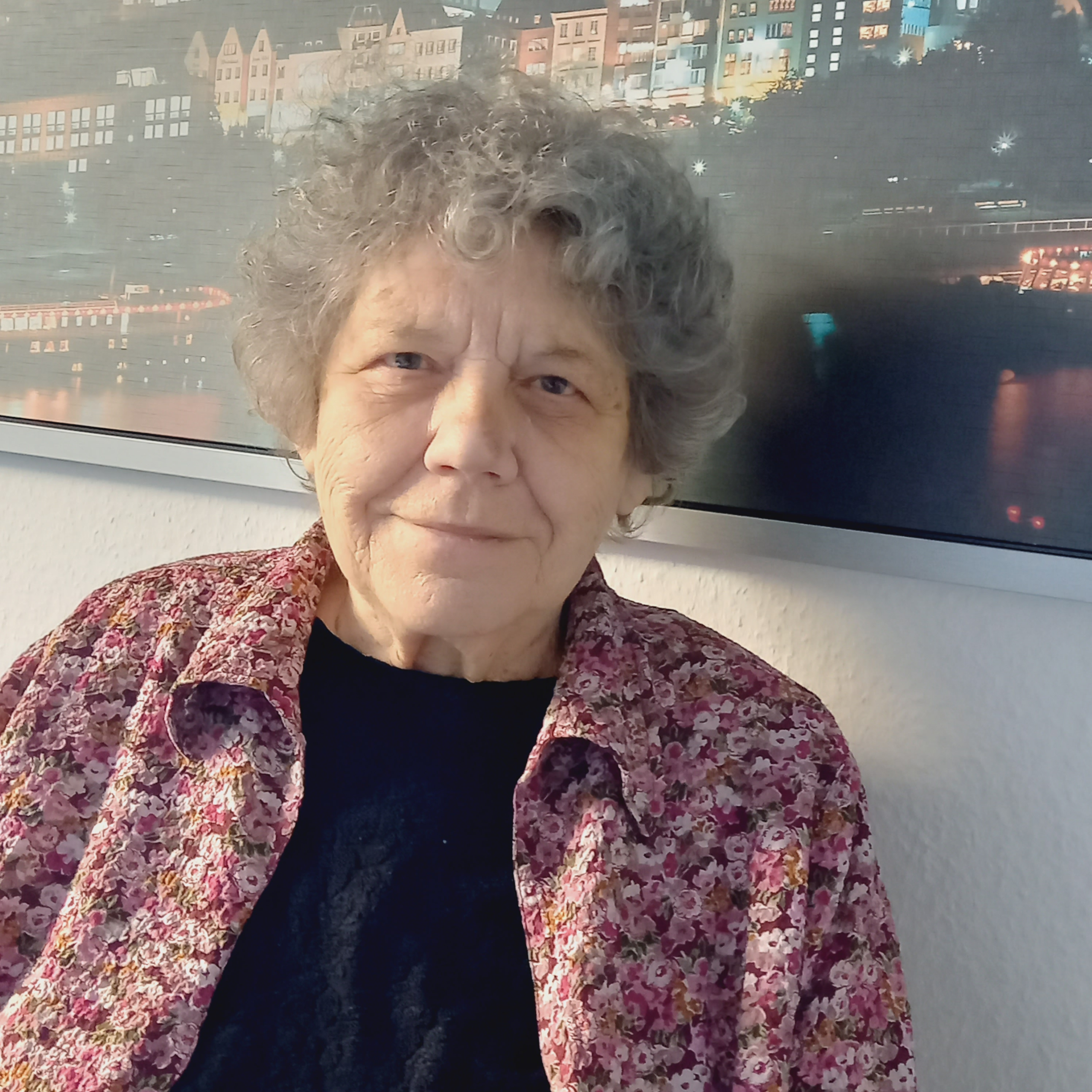
Barbara Degen, 2025

Barbara Degen (geb. Barbara Zelazny; * 9. Mai 1941 in Posen) ist eine deutsche Juristin, Frauenrechtsaktivistin, Feministin und Autorin. Sie war als Rechtsanwältin für Gleichstellungsrecht und gegen sexuelle Gewalt am Arbeitsplatz tätig. Als Feministin und Frauengeschichtsforscherin hat sie Aufsätze und Bücher zu Frauenrechten veröffentlicht. Sie ist Mitbegründerin des Feministischen Rechtsinstituts von 2004 und des Bonner Vereins Haus der FrauenGeschichte von 2012. Seitdem sie nach Recherchen das Schicksal ihres Großvaters klären konnte, der 1941 aus der Katholischen Heil- und Pflegeanstalt in Branice/Oberschlesien deportiert und wenige Tage später in Waldheim/Sachsen ermordet wurde, forscht und schreibt sie vertieft zur NS-„Euthanasie“, insbesondere der so genannten „Kinder-Euthanasie“ und einschließlich der Zwangssterilisationen. Degen lebt in Bonn.

## Leben
Degens Eltern stammten aus Schlesien. 1939 erhielt der Vater seine erste Stelle bei der Stadt Posen, wo er für die Planung von Außenanlagen verantwortlich war. Die Mutter begann ein Medizinstudium. 1941 wurde Degen als erstes von drei Kindern geboren.
Als der Vater 1943 in Russland fiel, floh die Mutter mit ihren Kindern nach Göttingen und führte unmittelbar nach Kriegsende ihr Medizinstudium fort. Da sie keine Betreuung für ihre Kinder finden konnte, gab sie sie 1948 in ein katholisches Waisenhaus in Dülmen. Als sie 1952 in Köln eine Anstellung als Praktikantin fand, nahm sie ihre Kinder wieder zu sich. Degen besuchte dort das Ursulinen-Gymnasium. Vier Jahre später zog die Mutter mit ihren Kindern zu ihrem neuen Partner nach Frankfurt, wo Barbara Degen 1961 am Herder-Gymnasium ihr Abitur ablegte.
Sie studierte Jura, zunächst bis 1963 an der Goethe-Universität Frankfurt. Als sie 1963 ihre erste Tochter zur Welt brachte, zwang sie ihre nunmehrige Lebenssituation als „alleinerziehende Mutter“ der 1960er Jahre in der Bundesrepublik zur Unterbrechung ihres Studiums. 1967 heiratete sie und konnte ihr Studium an der Georg-August-Universität Göttingen fortsetzen. Ihr Erstes Staatsexamen legte sie 1969 ab; die darauf folgende Referendarzeit beendete sie 1971 in Frankfurt mit dem Zweiten Staatsexamen.
Den schon während der Schulzeit entstandenen Kontakt zu Ulla Illing, der Mitbegründerin und Leiterin des Seminars für Politik in Frankfurt sowie zu der von den Nationalsozialisten diffamierten Kommunalpolitikerin Anne Bringezu bezeichnete Degen später als ihre „politische Geburtsstunde“. Im Seminar für Politik stellte Illing  anfänglich die Zeit des Nationalsozialismus ins Zentrum, was Degen zu eigenen Aktivitäten auf diesem Gebiet inspirierte. Noch während ihres Referendariats hatte sie Anschluss an die Gewerkschaftsbewegung gefunden und wandte sich beruflich der Bildungsarbeit zu. Ab 1971 leitete sie die Kreisvolkshochschule Friedberg.
Ihr Engagement gegen das Abtreibungsverbot (§ 218 StGB) hatte sie über den SDS in Kontakt mit dem Aktionsrat zur Befreiung der Frauen gebracht und 1967 veranlasst, in die SPD einzutreten. Als 1972 der Radikalenerlass beschlossen wurde, trat sie aus der SPD aus und in die DKP ein. Wegen dieser Mitgliedschaft wurde sie Ende 1974 zum ersten Berufsverbotsfall in Hessen. Gleichwohl trat sie 1975 eine Arbeitsstelle als Lektorin für Arbeits‐ und Sozialrecht im Luchterhand-Verlag in Neuwied an, wechselte aber nach kurzer Zeit zum gewerkschaftseigenen Bund-Verlag in Köln. Dort wurde sie noch innerhalb der Probezeit fristlos gekündigt, weil sie als DKP-Mitglied und „Kommunistin in einem Tendenzbetrieb“ nicht tragbar sei.
1976 brachte sie ihre zweite Tochter zur Welt. 1977 verstarb ihr Mann. Degen zog mit ihren beiden Kindern nach Niederbreitbach und bestritt aufgrund des weiter bestehenden Berufsverbots den Lebensunterhalt für sich und ihre Kinder durch Arbeit als freie Autorin. Sie verfasste unter anderem Fachkommentare und veröffentlichte ein Buch zum Arbeitsrecht. Von 1979 bis 1985 war sie als Rechtsberaterin und Geschäftsführerin des Bonner Mietervereins tätig. Gleichzeitig baute sie ihre Referentinnentätigkeit in der Bildungsarbeit der Gewerkschaftsbewegung aus, wo sie Betriebsräte und die ersten Frauenbeauftragten schulte.
In diesem Umfeld lernte sie Annette Kuhn kennen und über diese Lilo Pfeffer von der Universität Bonn, die sie anregte, Seminare zum Thema Frauenförderung und Gleichstellungspolitik zu geben – ihre bevorzugten Themen in diesen Jahren, die sie an verschiedenen deutschen Universitäten lehrte.
1987 trat Degen aus der DKP aus und eröffnete im selben Jahr eine Anwaltskanzlei am Bonner Münsterplatz, wo sie als Rechtsanwältin für Arbeitsrecht mit dem Schwerpunkt Betriebsverfassungsrecht und sexuelle Gewalt am Arbeitsplatz tätig wurde. In einer Vielzahl von außergerichtlichen Verhandlungen und Gerichtsverfahren wirkte sie als Rechtsbeistand der Opfer. 1990 wurde sie Mitgründerin des Feministischen Rechtsinstituts e.V., das sie zehn Jahre lang betreute. 1991 wurde sie vom Bundesfrauenministerium um ein Rechtsgutachten über sexuelle Belästigung am Arbeitsplatz gebeten.
1993 wurde sie von der Universität Bremen mit einer Arbeit zum Thema Gleichberechtigungsgrundsatz im Arbeitsrecht promoviert.
Am 6. Juli 1994 wurde Degen im Berufungsverfahren eines zivilrechtlichen Unterlassungsurteils des OLG Hamm verurteilt, die Behauptung zu unterlassen, der Kläger des streitgegenständlichen Ausgangsverfahrens habe eine Arbeitskollegin sexuell belästigt.
 Darauf legte Degen Verfassungsbeschwerde ein und rügte insbesondere einen Verstoß gegen die Berufsausübungsfreiheit aus Art. 12 Abs. 1 GG. Die Beschwerde war erfolgreich. Am 27. Juni 1996 gab die 2. Kammer des Ersten Senats des BVerfG der Verfassungsbeschwerde Degens einstimmig statt. Hieraus ergab sich der amtliche Leitsatz: „Zieht ein Gericht einen Rechtsanwalt privat für Äußerungen zur Verantwortung, die er in gehöriger Form im Namen eines Mandanten abgibt, so unterbindet es die ordnungsgemäße Interessenvertretung und damit entgegen Art. 12 Abs. 1 GG einen wesentlichen Teil anwaltlicher Berufsausübung.“
Mit ihrem 2014 erschienenen Buch Bethel in der NS-Zeit: Die verschwiegene Geschichte erregte Degen erneut Aufmerksamkeit in Fachkreisen, und den Medien da sie die auffallend hohe Sterberate im Bethel-Kinderheim Sonnenschein thematisierte. Dort seien „überproportional viele NS-Opfer zu beklagen“ gewesen, „kleine Kinder und behinderte Erwachsene, die getötet, vernachlässigt, verhungert, deportiert wurden und an Medizinexperimenten starben.“ Die Leitung von Bethel reagierte mit Empörung und bestritt die Vorwürfe durch den wissenschaftlichen Mitarbeiter Karsten Wilke der Medizinischen Hochschule Hannover nachdrücklich, räumte jedoch ein, Die Forschungen dauerten noch an, und es sei durchaus begründbar, dass seriöse historische Forschung Zeit brauchten. Dieselbe Abwehr durch die Bethel-Leitung scheint die kürzlich, Ende 2024, erschienene Veröffentlichung von Barbara Degen, Marion Keßler und Claus Melter Ermordet in Bethel? Neue Forschungen zu Säuglingssterblichkeit und Hirnforschung in der NS-Zeit Bethel zu erfahren.

## Auszeichnungen
Degen wurde 1996 mit dem Hans-Litten-Preis der Vereinigung Demokratischer Juristinnen und Juristen e. V. (VDJ) ausgezeichnet.

## Veröffentlichungen
- Handbuch für den Arbeitskampf. Nachrichten-Verlagsgesellschaft 1979, ISBN 3-88367-023-5.
- Vor ein paar Tagen/unerwartet/hat meine Seele aufgeschrien. Spiske 1987, ISBN 3-925436-05-7.
- Sibylle Plogstedt / Barbara Degen: Nein heißt Nein! DGB-Ratgeber gegen sexuelle Belästigung am Arbeitsplatz. Piper 1992, ISBN 3-492-11696-5.
- Feministische Jurisprudenz. Universitätsverlag Rudolf Trauner 1995, ISBN 3-85320-721-9.
- Barbara Degen / Heike Geisweid: Rechtsratgeber Frauen im Beruf. Rowohlt 1997, ISBN 978-3-499-13971-0.
- Brennesselzukunft. Schardt 2003, ISBN 3-89841-107-9.
- Leuchtende Irrsterne – Das Branitzer Totenbuch. „Euthanasie“ in einer katholischen Anstalt. Westarp 2005, ISBN 3-88864-402-X
- “Das Herz schlägt in Ravensbrück” – Die Gedenkkultur der Frauen (Reihe: „Schriften aus dem Haus der FrauenGeschichte“), Barbara Budrich Verlag 2010, ISBN 3-86649-288-X.
- Justitia ist eine Frau. Geschichte und Symbolik der Gerechtigkeit (Reihe: „Schriften aus dem Haus der FrauenGeschichte“), Barbara Budrich Verlag 2008, ISBN 3-86649-142-5.
- Bethel in der NS-Zeit. Die verschwiegene Geschichte. 2014, ISBN 3-88864-530-1
- Katharina und die Stimmen. Westarp 2017. ISBN 978-3-88864-551-8 und ISBN 3-88864-551-4.
- Annette Kuhn: Historikerin, Friedens- und Frauengeschichtsforscherin. Jüdische Miniaturen, herausgegeben von Hermann Simon. Hentrich und Hentrich 2016. ISBN 3-95565-172-X.
- Die toten Säuglinge von Bethel (1933-1950) in Claus Melter: Krankenmorde im Kinderkrankenhaus »Sonnenschein« in Bethel in der NS-Zeit? 2019, ISBN 978-3-7799-6187-1 (beltz.de PDF, Leseprobe).
- Meine Zeit mit Annette Kuhn. Wie Kunst, Poesie und Liebe in die Frauengeschichte kamen. Hentrich 2022, ISBN 978-3-95565-509-9.
- Die blutende Wunde in: Margret Hamm: Ausschluss und „Euthanasie“ gestern – Sterbehilfe und Teilhabe heute. Metropol 2023. ISBN 978-3-86331-685-3. S. 245–264
- Barbara Degen / Marion Keßler / Claus Melter (Hrsg): Ermordet in Bethel? Neue Forschungen zu Säuglingssterblichkeit und Hirnforschung in der NS-Zeit Bethel. Beltz Juvena 2024, ISBN 978-3-7799-8926-4.